# Семёнов, Максим Петрович
Макси́м Петро́вич Семёнов (род. 9 февраля 1984, Усть-Каменогорск, Казахская ССР, СССР) — казахстанский и российский хоккеист, защитник; тренер.

## Карьера
Воспитанник усть-каменогорского хоккея, тренер — Юрий Кривомазов.
На драфте НХЛ 2004 года выбран клубом «Торонто Мейпл Лифс» в 7-м раунде под общим 220-м номером.
Является рекордсменом «Атланта» по количеству матчей в чемпионатах России и КХЛ.
Чемпион зимних Азиатских игр 2011 г.